# Almamellék
Almamellék  (hongrois : Almamellék [ˈɒlmɒmɛleːk] ; allemand : Homeli ou Homelk) est une localité hongroise située dans le comitat de Baranya.

## Site et localisation

### Géologie et géomorphologie
Almamellék est située dans la région vallonnée du Zselic, à 15 km au nord de Szigetvár. Elle est accessible par la route 66 117, qui se détache de la route nationale 67 à hauteur de Szentlászló. Le centre du village se trouve à environ 4 km de cette bifurcation. La route 66 117 se poursuit ensuite vers l'est, desservant plusieurs villages enclavés, tels que Horváthertelend, Csebény, Ibafa et Szabás.

### Climat
Le climat d'Almamellék est caractéristique des régions vallonnées, avec des étés modérément chauds et des hivers doux. Bien que les précipitations restent faibles tout au long de l'année, les conditions climatiques sont favorables aux activités agricoles.

## Histoire
La première mention écrite d'Almamellék remonte à 1344. Cependant, son nom pourrait être encore plus ancien, puisque la forme Alma, attestée dès 1275, fait référence à l'Almás-patak (la « rivière Almás »). Cette rivière est elle-même mentionnée dans la charte de fondation de l'évêché de Pécs en 1009.
Almamellék est la seule localité de la vallée de l'Almás-patak à avoir survécu à l'occupation ottomane, tandis que d'autres villages alentour furent abandonnés. À son emplacement actuel, la localité comptait autrefois 12 maisons habitées et imposables.
En 1900, la commune fut reliée au réseau ferroviaire avec l'inauguration de la ligne Kaposvár–Szigetvár, qui resta en service jusqu'au 31 décembre 1976.
Dans le cadre de la réorganisation administrative de 1950, Almamellék, alors rattachée au comitat de Somogy, fut intégrée au district de Szigetvár et transférée dans le comitat de Baranya.

## Population

### Minorités culturelles et religieuses
Lors du recensement de 2011, 76,2 % des habitants d'Almamellék se déclaraient Hongrois, tandis que 8,1 % s'identifiaient comme Allemands, 3,9 % comme Roms, 0,2 % comme Croates et 0,2 % comme Roumains. 23,8 % des habitants n'ont pas souhaité répondre.
Concernant l'appartenance religieuse, 58,5 % des habitants étaient catholiques romains, 1,5 % réformés, 0,2 % luthériens et 1 % catholiques grecs. 11,1 % se déclaraient sans confession, tandis que 27,8 % n'ont pas répondu.
En 2022, la population d'Almamellék était composée à 82 % de Hongrois, avec une forte minorité allemande (16 %), ainsi que 1,8 % de Roms, 0,8 % d'Ukrainiens, 0,5 % de Croates et 0,3 % de Slovaques. De plus, 9,9 % des habitants s'identifiaient à une autre nationalité non hongroise, tandis que 9,6 % n'ont pas répondu.
Concernant la religion, 36,8 % des habitants étaient catholiques romains, 1,3 % réformés, 0,3 % luthériens et 0,3 % catholiques grecs. 19,3 % se déclaraient sans confession, tandis que 38,1 % n'ont pas souhaité répondre.

## Patrimoine urbain
L'église catholique romaine d'Almamellék, construite en 1890, constitue l'un des édifices religieux majeurs de la commune.
Le chalet de chasse de Sasrét, également appelé château de chasse, fut érigé au début du XXe siècle à l'initiative du baron Biedermann.
Le Musée du Chemin de fer forestier, installé dans l'ancienne gare d'Almamellék, présente l'histoire de l'exploitation forestière locale et de la faune environnante au début du XXe siècle. Il jouxte une forêt de hêtres bicentenaire, la plus ancienne du comitat, traversée par un sentier éducatif et agrémentée de sources aménagées.
Le chemin de fer forestier d'Almamellék relie le village à Sasrétpuszta, où se dresse l'ancienne demeure Biedermann, aujourd'hui transformée en hôtel.
Le village de Németlukafa, situé à proximité, abrite une ancienne verrerie (huta), témoin de l'industrie artisanale régionale.
Les vestiges d'une source romaine et d'une villa romaine témoignent de la présence antique dans la région.
Sur les collines viticoles, un calvaire en pierre de 213 ans rappelle l'histoire religieuse locale.
Enfin, le château Biedermann, situé à Szentmártonpuszta, abrite aujourd'hui l'hôtel Vitál, offrant un cadre historique et naturel remarquable.

## La ville dans les représentations
Le film Kihajolni veszélyes! (« Il est dangereux de se pencher ! »), réalisé par János Zsombolyai, a été tourné en 1977 à l'ancienne gare ferroviaire d'Almamellék, juste après la fermeture de la ligne Kaposvár–Szigetvár.